# 索菲伊夫卡 (扎波羅熱區)
48°2′4″N 35°57′29″E / 48.03444°N 35.95806°E
索菲伊夫卡（烏克蘭語：Софіївка）是位於烏克蘭東南部的村莊，由扎波羅熱州扎波羅熱区的新米科拉伊夫卡市鎮負責管轄。該村處於上泰爾薩河畔，分別距離卡姆揚卡0.5公里和韦塞利庫特1公里，面積0.02平方公里，海拔高度95米，2001年人口659。